# Materia Prima (группа)
«Materia Prima» — московская рок-группа, исполняющая музыку в стиле хеви-метал.

## История
Идея создания группы появилась у гитариста Сергея Орлова в далёком 1997 году. Сергей Орлов, Олег Уросов и Александр Шамраев создали группу в 2002 году. Из-за того, что в группе не было постоянного состава, группе помогали исполнять сочинённые песни Алексей Булгаков («Легион»), Александр Манякин («Кипелов»), Максим Удалов («Ария»), Стас Вознесенский («Тризна»), «Фактор страха» и многие другие.
Дебютный альбом группы «Вечность и покой» был выпущен благодаря басисту группы «Ария» Виталию Дубинину.
Альбом был записан летом 2007 года на студии «Aria Records». В ходе записи принимали участие Вячеслав Молчанов и Андрей Голованов («Кипелов») и Сергей Попов («Ария»), после чего готовый материал был отправлен в Данию на студию «Jailhouse Studios», где сведением и мастерингом занимался Томми Хансен.
23 июня 2008 года на лейбле CD-Maximum вышел первый студийный альбом «Вечность и покой», а 21 июня 2008 года музыканты провели автограф-сессию в магазине «Зиг-Заг».
В 2012 году группа записывает демоверсию песни «Дождь» совместно с Артуром Беркутом. В том же году на сборнике «Mastersland. 10 лет в сети» выходит песня «Не судья».

## Состав

### Действующий
| Надир Кулов        | — вокал (2007—2016, 2023)             |
| Сергей Орлов       | — гитара (2007—2009, 2014—2016, 2023) |
| Андрей Рыбаулин    | — гитара (2013, 2015—2016, 2023)      |
| Алексей Колесников | — барабаны (2015—2016, 2023)          |

составБывшие участники
| Петр Гусев        |  |  | — гитара (2011)                     |
| Василий Журавлев  |  |  | — ударные (2008—2009, 2011)         |
| Роман Панков      |  |  | — ударные (2009—2010)               |
| Юрген Гугенсон    |  |  | — гитара (2011)                     |
| Сергей Бровкин    |  |  | — ударные (2011)                    |
| Александр Шамраев |  |  | — гитара (2005—2013)                |
| Анатолий Калачев  |  |  | --- ударные (2011--2014)            |
| Олег Уросов       |  |  | — бас-гитара (2007—2009, 2014—2016) |

## Дискография
| Год  | Альбом                     | Тип релиза / Комментарий |
| ---- | -------------------------- | ------------------------ |
| 2008 | Вечность и покой           | альбом                   |
| 2012 | Mastersland. 10 лет в сети | сборник                  |